# 생물학적 위험

국제적으로 사용되는 생물학적 위험의 상징

생물학적 위험(生物學的危險), 또는 바이오해저드(영어: biohazard, biological hazard)는 생물(주로 미생물)이나 생물로부터 파생된 물질이 외부 환경에 유출되어 일어나는 위험을 말한다. 주로 의학 연구를 하는 실험실이나 병원에서 병원성 세균이나 바이러스가 유출되는 일을 의미하며, 동물에게 피해를 입힐 수 있는 물질의 유출도 포함된다. 생물학적 위험을 일으킬 위험이 있는 물질이나 구역은 취급자의 경각(警覺)을 위해 상징이 붙는다. HCS/WHMIS의 생물학적 위험 로고에도 동일한 상징을 사용한다. 유니코드에서 생물학적 위험 표시는 U+2623 (☣)이다.
생물학적 위험과 생물학적 안전 등급(Biosafety Level)은 공식적으로 관계가 없다.

## 분류
생물학적 위험의 경우 UN 번호로 분류된다:
- Category A, UN 2814
- Category B, UN 2900
- Category B, UN 3373
- Regulated Medical Waste, UN 3291

## 참조
1. ↑  “USDA Policies and Procedures on Biohazardous Waste Decontamination, Management, and Quality Controls at Laboratories and Technical Facilities”. 2012년 11월 29일에 원본 문서에서 보존된 문서. 2013년 10월 27일에 확인함.